# عبد الوهاب محمود علي معوضة
عبد الوهاب محمود علي معوضة برلماني يمني، عضو في مجلس النواب، عن الدورة البرلمانية 2003-2009 والكتلة البرلمانية لنواب حزب المؤتمر الشعبي العام عن الدائرة الانتخابية رقم (208) بمحافظة ذمار.

## فترة المجلس
باتفاق عرف بأسم "إتفاق فبراير " تمددت فترة المجلس لمدة عامين، وبقيام ثورة الشباب اليمنية لم تُجرَ الانتخابات، وبحسب إتفاق المبادرة الخليجية تمددت لمدة عامين آخرين حتى 2013 .